# Naučná stezka Radvanec
Naučná stezka Radvanec se nachází v okolí obce Radvanec na Českolipsku, který leží na staré obchodní žitavské cestě. Naučná stezka vznikla v letech 2019–2020. Texty na jednotlivých zastaveních jsou uvedeny v češtině a němčině.

## Zastavení

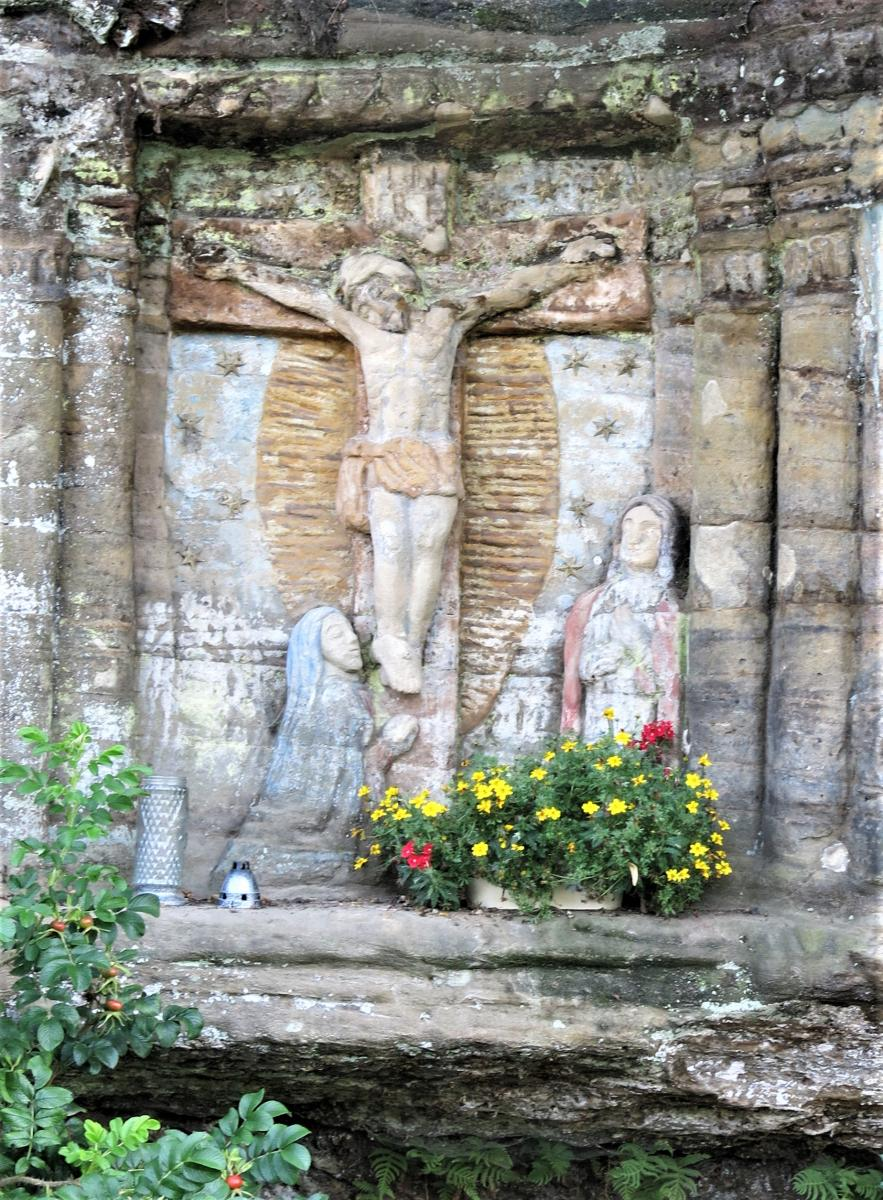
Skalní reliéf ukřižování

- Kaple svatého Antonína Paduánského
- Stará škola
- Mlýn
- Reliéf rytíře
- Křížky v obci
- Sv. Jan Nepomucký
- Radvanecká rychta
- Antonínská lípa a sloup sv. Antonína Paduánského
- Reliéf ukřižování
- Lidová architektura
- Lipská cesta
- Havraní skály
- Hájenka v Údolí samoty
- Bičování Krista